# Rudolf Therkatz
Rudolf Karl Josef Therkatz (* 16. August 1908 in Köln; † 16. Dezember 1961 ebenda) war ein deutscher Schauspieler und Hörspielsprecher.

## Leben
Therkatz stand zusammen mit Karl Maria Schley (1908–1980) als 19-Jähriger das erste Mal auf einer Laienbühne. Er trat schon während seines Schauspielstudiums als Schauspieler auf und bekam 1936 sein erstes Engagement beim Westfälischen Landestheater in Paderborn. Anschließend kam er über Wilhelmshaven, Bonn, Straßburg und wieder Köln, letztendlich im Jahr 1947 nach Düsseldorf, wo er bis zu seinem Tod am Düsseldorfer Schauspielhaus verpflichtet war. Seit 1941 war er mit Anneliese Marlene Thuar verheiratet. 
Er war auch ein vielbeschäftigter Hörspielsprecher in den unterschiedlichsten Genres. Man hörte ihn u. a. 1951 in dem Paul-Temple-Hörspiel Paul Temple und der Fall Curzon von Francis Durbridge und 1956 in dem Heimkehrer-Drama So weit die Füße tragen nach Josef Martin Bauer. 1949 sprach er unter der Regie von Wilhelm Semmelroth die Titelrolle in der Komödie Der verkaufte Großvater, mit den außerhalb von Köln noch weitgehend unbekannten Geschwistern Willy und Lucy Millowitsch.
Therkatz starb nach einer Gehirnoperation in der Kölner Universitätsklinik und wurde am 21. Dezember 1961 auf dem Düsseldorfer Nordfriedhof bestattet.

## Filmografie
- 1949: Gesucht wird Majora
- 1949: Madonna in Ketten
- 1956: Wenn wir alle Engel wären
- 1959: Peterchens Mondfahrt (TV)
- 1960: Paris, 20. Juli (TV)
- 1962: Vor Sonnenuntergang (TV)